# Malcoa-sirquir
Malcoa-sirquir (Taccocua leschenaultii) é um cuco não parasita encontrado em matas secas e habitats de florestas abertas no subcontinente indiano. A espécie tem cauda longa, em grande parte marrom-oliva na parte superior, com um bico vermelho curvo característico com a ponta amarela. Eles forrageiam sozinhos ou em pares, principalmente no chão ou perto dele, rastejando entre gramíneas e arbustos, muitas vezes em habitats rochosos, onde se alimentam de pequenos lagartos, insetos e, às vezes, de frutos silvestres e sementes. Eles são muito silenciosos e os sexos são idênticos na plumagem.

## Descrição

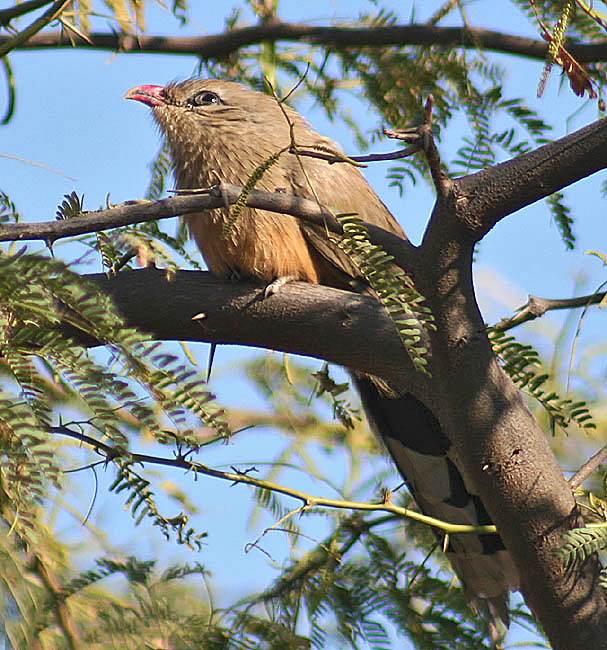
A estreita faixa branca sobre o olho é visível. (Em Bharatpur).

Malcoa-sirquir tem cerca de 42-44 centímetros de comprimento e é marrom-oliva escuro no dorso, nas asas e nas penas centrais da cauda. A parte inferior é avermelhada. Um brilho esverdeado é visível na asa e nas partes escuras das penas da cauda. As penas têm hastes escuras que são especialmente proeminentes no peito como listras. A cauda é graduada (com as penas externas sendo sequencialmente mais curtas) e a ponta é amplamente branca. As coberturas superiores da cauda são longas. O queixo, a garganta e o peito são pálidos. A característica mais marcante é o bico vermelho curvo com uma ponta amarela. Os olhos têm cerdas curvas e longas ao redor do olho, mas não atrás, que se assemelham a cílios (uma adaptação para proteger os olhos quando se arrastam pela grama e pela vegetação) e a íris é marrom-avermelhada. Eles têm uma faixa esbranquiçada curta e pálida sobre e abaixo do olho e uma linha fina de penas pretas alinhada com a comissura do bico que chega abaixo do olho. Uma mancha escura de pele nua ao redor do olho, que se afunila atrás dele, exagera o tamanho do olho. As pernas são cinzas.
Eles têm pés zigodáctilos e forrageiam no chão, em rochas ou entre grama e arbustos em matagais e florestas finas, muitas vezes em terrenos montanhosos, mas geralmente abaixo de uma altitude de cerca de 1.500 m acima do nível do mar. Alimentam-se de lagartas, insetos e outros invertebrados, pequenos vertebrados, e de frutos silvestres e sementes. Quando perturbados, eles se arrastam por arbustos densos e correm no chão, quase parecendo um mangusto. Seu voo é fraco. Normalmente, são muito silenciosos, mas produzem um zumbido baixo, ou um som agudo e repetido de kik ou kek com um tom semelhante ao de um periquito-de-colar. As primárias na ponta da asa, da mais longa para a mais curta, são 7>6>5>8>4>3>2>1>9>10. A ecdise primária ocorre de agosto a dezembro, enquanto a segunda ecdise ocorre em abril.

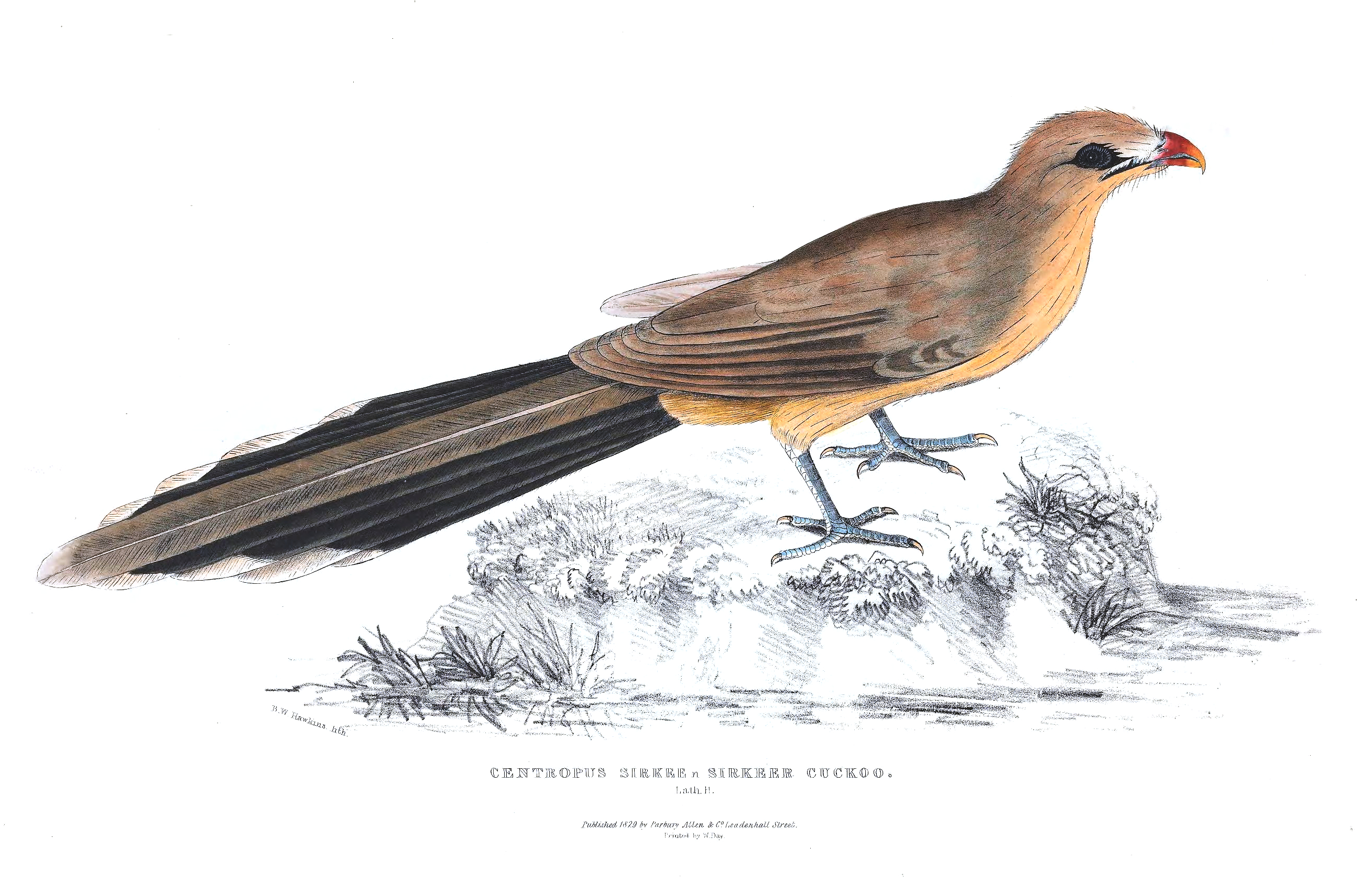
Essa ilustração feita por um artista indiano para o general Thomas Hardwicke foi usada por John Latham em sua descrição do que hoje é a subespécie sirkee, publicada por John Edward Gray em 1831.

As populações de P. i. sirkee no noroeste da Índia (Rajastão, Guzerate e Sinde) são pálidas e têm a garganta e o peito amarelados. As populações do leste do Himalaia são mais escuras e maiores e são consideradas uma subespécie infuscata descrita por Edward Blyth (estudiosos do latim sugerem que ela deve ser grafada como infuscatus quando usada no gênero Phaenicophaeus). A subespécie nomeada tem coloração intermediária e é distribuída pela Índia peninsular e se estende até o Sri Lanka.
A espécie é colocada no gênero Taccocua, criado por René Primevère Lesson em 1831, mas alguns autores a colocam no gênero Phaenicophaeus. O gênero Taccocua foi separado do gênero Rhopodytes (geralmente incorporado ao Phaenicophaeus) pelo fato de o bico ser mais estreito na base e a mandíbula superior ser festonada na base. O nome genérico é derivado da palavra francesa taco usada para os cucos do gênero Coccyzus (anteriormente Saurothera) combinada com o nome do gênero Coua, enquanto o epíteto da espécie homenageia o botânico francês Jean Baptiste Leschenault de la Tour, enquanto o nome sirkeer foi reivindicado por James Jobling como sendo originário do nome local sirkee usado para o pássaro em Guzerate, embora William Thomas Blanford tenha observado que os supostos nomes indianos Surkool ou Sircea de John Latham não puderam ser rastreados. Uma teoria é que eles eram frequentemente encontrados em áreas com juncos chamados sirkanda (Saccharum sp, possivelmente S. bengalense Retz.) no norte da Índia, a partir do qual eram fabricadas esteiras usadas como cortinas, conhecidas como sirkee (sirkean no plural). Em grande parte do norte da Índia, é conhecido localmente como junglee tota, que significa “papagaio da selva” (ou “periquito”), com base na semelhança do bico com o do periquito-de-colar, conhecido localmente.

## Distribuição

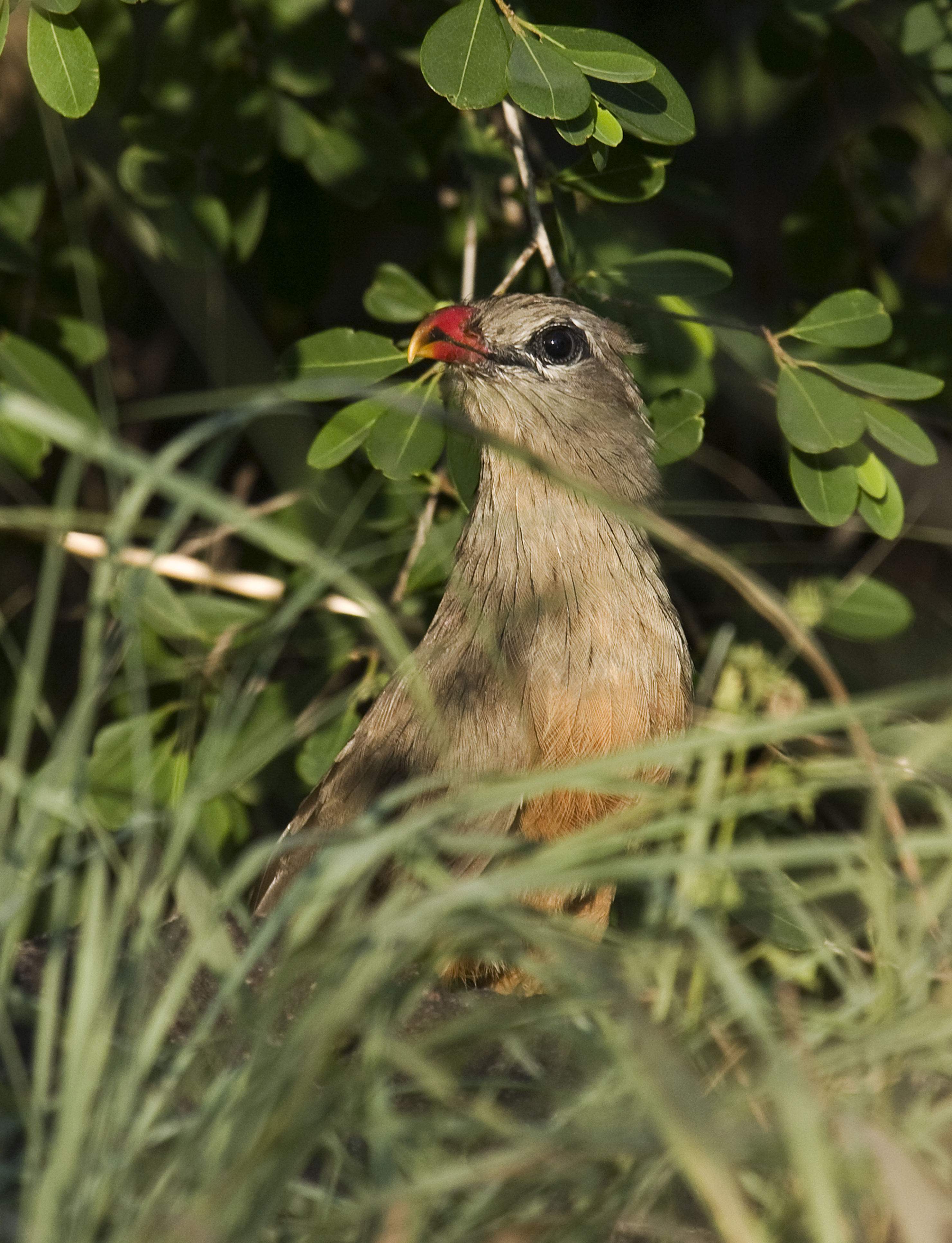
Eles tendem a se esconder na vegetação e, muitas vezes, são visíveis por pouco tempo.

Essa ave tem área de distribuição em todo o subcontinente indiano, Bangladesh, Sri Lanka; em algumas áreas do Paquistão e do Rajastão. Acredita-se que eles tenham se expandido para a região de Sinde na década de 1930, após a construção da barragem de Sukkur [en] e a extensão da irrigação do canal. Três subespécies foram designadas, variando em coloração, mas mostrando variação contínua e sem disjunções em suas faixas de distribuição.

## Reprodução
Esse cuco, assim como outras aves da subfamília Phaenicophaeinae, não é parasita. A época de reprodução varia de março a agosto. Sua exibição de cortejo envolve pares se curvando com a cauda bem aberta, mantida na vertical e parecendo um leque aberto. A plumagem é inchada e a reverência é seguida por uma elevação da cabeça e manutenção do bico para cima por alguns segundos. Os bicos são mantidos abertos durante a exibição e os pares produzem sons de estalos. O ninho é um pires largo de galhos colocado em um arbusto ou árvore baixa e forrado com folhas verdes. A ninhada tem de dois a três ovos, que são marrom-amarelados claros com um esmalte que se perde quando lavados. Ambos os sexos incubam, mas o período não está documentado.